# Carl Dahl
Niels Carl Michael Flindt Dahl, conocido como Carl Dahl, (24 de marzo de 1812 en Faaborg) – (7 de abril de  1865 en  Frederiksberg) fue un pintor danés de la Edad de Oro danesa.

## Biografía y obra
Dahl era hijo del inspector de aduanas y consejero de cámara Arendt Michaelsen Dahl y de Anna Cathrine Elisabeth Michelsdatter-Lund. Sus primeros estudios de pintura los hizo en Langeland.
En 1835 ingresó en la Real Academia de Bellas Artes de Dinamarca donde se especializó en marinas bajo la tutela del pintor Christoffer Wilhelm Eckersberg del que, con el tiempo, se convirtió en amigo personal y se ayudaron mutuamente en sus trabajos.
Fue profesor de dibujo en la Academia de Cadetes lo que le permitió presenciar las maniobras de la flota durante la guerra de 1948 - 51 y mostrar su capacidad pintando barcos en movimientos. También asistió a la batalla de Helgoland, en 1864, durante la Guerra de los Ducados.
Trabajó como profesor de perspectiva en la Real Academia de Bellas Artes de Dinamarca y ganó el premio Neuhausensche. Realizó viajes a Noruega, Francia, Inglaterra e Italia, entre muchos otros.
En 1844 contrajo matrimonio con Pauline Birgitte Weber, con la que tuvieron una hija. Quedó viudo en 1850.
Dahl fue, esencialmente, un pintor de marinas pero, además, pintó escenas de género y paisajes.